# Sicyonella elegans
Sicyonella elegans är en kräftdjursart som beskrevs av William Thomas Calman 1913. Sicyonella elegans ingår i släktet Sicyonella och familjen Sergestidae. Inga underarter finns listade i Catalogue of Life.